# 瑪麗亞·安東妮埃塔 (波旁-兩西西里)
波旁-兩西西里的瑪麗亞·安東妮埃塔（義大利語：Maria Antonietta di Borbone-Due Sicilie，1851年3月16日—1938年9月12日），卡塞塔伯爵夫人，兩西西里國王法蘭西斯科一世的孫女。

## 家庭
1868年，瑪麗亞·安東妮埃塔和堂哥阿方索結婚，兩人共有8子4女：
1. 费迪南多·皮奥（1869年—1960年）
2. 卡洛（1870年—1949年）
3. 法蘭西斯科（1873年—1876年），夭折
4. 玛丽亚·伊玛科拉塔（英语：Princess Maria Immaculata of Bourbon-Two Sicilies (1874–1947)）（1874年—1947年）
5. 瑪麗亞·克里斯蒂娜（1877年—1947年）
6. 玛丽亚·皮娅（英语：Princess Maria di Grazia of Bourbon-Two Sicilies）（1878年—1973年）
7. 瑪麗亞·朱塞皮娜（1880年—1971年）
8. 雅納略（1882年—1944年）
9. 蘭尼埃里（1883年—1973年）
10. 菲利波（英语：Prince Philip of Bourbon-Two Sicilies）（1885年—1949年）
11. 法蘭西斯科（1888年—1914年）
12. 加布里埃萊（英语：Prince Gabriel of Bourbon-Two Sicilies）（1897年—1975年）